# Baloghacarus hauseri
Baloghacarus hauseri är en kvalsterart som beskrevs av Sandór Mahunka 1983. Baloghacarus hauseri ingår i släktet Baloghacarus och familjen Hermanniellidae. Inga underarter finns listade.